# Bob Koomen
Bob Koomen (Hoorn, 12 augustus 1993) is een Nederlandse stand-upcomedian en cabaretier.
In 2019 haalde hij de finale van de dertiende editie van het Griffioen Zuidplein Cabaret Festival. In 2020 werd Koomen als officieel lid toegevoegd aan het collectief Comedytrain. Hij treedt regelmatig op in comedy club Toomler in Amsterdam. 
Koomen behaalde in 2025 de finale van het Leids Cabaret Festival met zijn voorstelling Peer en ging op theatertour. Jelle Brumsen schreef in NRC over zijn optreden: "Hij intrigeerde met een verrassend optreden waarin hij zich liet kennen als een overtuigd twijfelaar, met een hoofd vol onverwachte vragen en alternatieven voor een soms weerbarstige werkelijkheid."
In juni 2025 was hij met een gastsketch te zien in de avondshow LUBACH. In de jaren 2023, 2024 en 2025 maakte hij deel uit van het programma van festival Lowlands.